# Courtelary
Courtelary es una comuna suiza del cantón de Berna, capital del distrito administrativo del Jura bernés, que engloba la región francófona del Jura bernés. Limita al norte con las comuna de La Chaux-des-Breuleux (JU), Les Breuleux (JU) y Mont Tramelan, al este con Cortébert, al sur con Nods, y al oeste con Cormoret.
La comuna fue capital del distrito de Courtelary hasta el 31 de diciembre de 2009 tras su desaparición. Sede de la fábrica de chocolates Camille Bloch.